# 雪亚迪草
雪亚迪草（学名：Sherardia arvensis）又名田茜，为茜草科雪迪亚草属下的一个种。